# Acido indol-3-butirrico
L'acido indol-3-butirrico (IBA) è un acido carbossilico.
È l'auxinosimile sintetico più utilizzato in floricoltura e nella propagazione per talea.